# Time Passages
Time Passages è l'ottavo album in studio del cantante britannico Al Stewart, pubblicato nel 1978.

## Disco
Uscito a due anni di distanza da Year of the Cat e registrato interamente in USA, questo disco ripropone un Al Stewart sempre orientato verso il pop, nonostante la durata di molte canzoni del disco superi abbondantemente quella canonica di questo genere.
La prima traccia del disco, Time Passages, è un brano molto ben riuscito e accattivante, considerato da molti un classico della musica pop-rock degli anni settanta. Numerose le tracce a tema storico: The Palace of Versailles (basata sulla partitura di The Earl of Salisbury di William Byrd) è sulla rivoluzione francese, mentre A Man for All Seasons prende titolo e argomento – lo scontro tra Enrico VIII e Tommaso Moro – dall'omonimo film di Fred Zinnemann del 1966 (titolo italiano: Un uomo per tutte le stagioni). Life in Dark Water è un brano molto originale che narra della vita a bordo di un sottomarino.
Almost Lucy, Timeless Skies e End of the Day segnano un ritorno al folk acustico.
Alla produzione Alan Parsons, all'orchestrazione Andrew Powell.

## Tracce
Tutte le canzoni sono state scritte da Al Stewart, eccetto Time Passages e End of the Day (di Al Stewart e Peter White).
1. Time Passages – 6:39
2. Valentina Way – 4:02
3. Life in Dark Water – 5:46
4. A Man for All Seasons – 5:45
5. Almost Lucy – 3:41
6. The Palace of Versailles – 5:20
7. Timeless Skies – 3:31
8. Song on the Radio – 6:20
9. End of the Day – 3:08

## Musicisti
- Al Stewart - voce, chitarra
- Tim Renwick - chitarra (assolo in Almost Lucy, A Man For all Seasons, Palace of Versailles, Life in Dark Water)
- Peter White – chitarra (assolo in Time Passages, Valentina Way, End of the Day), tastiere, fisarmonica
- Mark Goldenberg - chitarra ritmica in Valentina Way
- Peter Wood - tastiere
- Peter Robinson - gran piano e organo in Valentina Way
- Pete Solley - sintetizzatore polifonico in Palace of Versailles
- Phil Kenzie - sax alto
- Robin Lamble - basso
- Stuart Elliot - batteria
- Jeff Porcaro - batteria in Valentina Way
- Al Perkins - steel guitar
- Krysia Kristianne - coro
- David Pack - coro
- Joe Puerta - coro
- James Robert West - coro
- Brian Huddy - coro
- Jeff Borgenson - coro
- Arthur Tripp III - percussioni
- Andrew Powell - arrangiamenti orchestrali
- Lindsey Elliot – congas